# Paul Knox
Pour les articles homonymes, voir Knox.
Paul Patrick Knox, né le 23 novembre 1933 à Toronto au Canada et mort le 24 août 2022 à Southampton (Ontario), est un joueur canadien de hockey sur glace. Son plus grand accomplissement est d'avoir remporté une médaille de bronze aux Jeux olympiques de 1956

## Carrière de joueur
Après avoir joué chez les junior à Toronto avec les St. Michael's Majors de Toronto, il rejoint pour un match les Maple Leafs de Toronto, puis va joué pour l'Université de Toronto. Ensuite, il joua le reste de sa carrière avec les Dutchmen de Kitchener-Waterloo.

## Carrière internationale
Il a représenté le Canada pendant 8 matchs aux Jeux olympiques de 1956 où Il a remporté le bronze.

## Statistiques
Pour les significations des abréviations, voir Statistiques du hockey sur glace.

### En club
| Saison    | Équipe                          | Ligue       |    | Saison régulière | Saison régulière | Saison régulière | Saison régulière | Saison régulière |    | Séries éliminatoires | Séries éliminatoires | Séries éliminatoires | Séries éliminatoires | Séries éliminatoires |
| Saison    | Équipe                          | Ligue       | PJ | B                | A                | Pts              | Pun              | PJ               | B  | A                    | Pts                  | Pun                  |                      |                      |
| 1950-1951 | St. Michael's Majors de Toronto | AHO         | 2  | 0                | 0                | 0                | 0                | -                | -  | -                    | -                    | -                    |                      |                      |
| 1951-1952 | St. Michael's Majors de Toronto | AHO         | 34 | 12               | 14               | 26               | 10               | -                | -  | -                    | -                    | -                    |                      |                      |
| 1952-1953 | St. Michael's Majors de Toronto | AHO         | 47 | 21               | 20               | 41               | 17               | 17               | 13 | 7                    | 20                   | 2                    |                      |                      |
| 1953-1954 | St. Michael's Majors de Toronto | AHO         | 58 | 40               | 28               | 68               | 20               | 8                | 9  | 10                   | 19                   | 4                    |                      |                      |
| 1954-1955 | Université de Toronto           | CIAU        |    |                  |                  |                  |                  |                  |    |                      |                      |                      |                      |                      |
| 1954-1955 | Maple Leafs de Toronto          | LNH         | 1  | 0                | 0                | 0                | 0                | -                | -  | -                    | -                    | -                    |                      |                      |
| 1955-1956 | Dutchmen de Kitchener-Waterloo  | AHO Sr.     | 48 | 19               | 24               | 43               | 6                | 10               | 6  | 4                    | 10                   | 2                    |                      |                      |
| 1956-1957 | Dutchmen de Kitchener-Waterloo  | AHO Sr.     | 52 | 18               | 22               | 40               | 30               | 10               | 8  | 5                    | 13                   | 0                    |                      |                      |
| 1956-1957 | Dutchmen de Kitchener-Waterloo  | Coupe Allan | 6  | 1                | 3                | 4                | 2                | -                | -  | -                    | -                    | -                    |                      |                      |
| 1957-1958 | Dutchmen de Kitchener-Waterloo  | NAHO        |    |                  |                  |                  |                  |                  |    |                      |                      |                      |                      |                      |
| 1957-1958 | Dutchmen de Kitchener-Waterloo  | Coupe Allan | 2  | 0                | 1                | 1                | 0                | -                | -  | -                    | -                    | -                    |                      |                      |
| 1958-1959 | Dutchmen de Kitchener-Waterloo  | NAHO        | 3  | 2                | 0                | 2                | 0                | 11               | 3  | 2                    | 5                    | 5                    |                      |                      |

### En équipe nationale
| Année | Équipe | Compétition |   | PJ | B | A  | Pts | Pun                |  | Résultats |
| 1956  | Canada | JO          | 8 | 7  | 7 | 14 | 2   | Médaille de bronze |  |           |